# Poupée d'amour
Pour plus de détails, voir Fiche technique et Distribution.
Poupée d'amour est un film franco-suédois réalisé par Mac Ahlberg et sorti en 1971.

## Fiche technique
- Titre : Poupée d'amour
- Réalisation : Mac Ahlberg
- Scénario : Mac Ahlberg et Tore Sjöberg, d'après le roman Nana d'Émile Zola
- Photographie : Andréas Winding
- Costumes : Ves Harper
- Son : Jarno Dupont et Ole Guldbrandsen
- Montage : Ingemar Ejve
- Musique : Georg Riedel
- Sociétés de production : Les Productions Jacques Roitfeld - Minerva International
- Pays de production :  France -  Suède
- Durée : 110 minutes
- Date de sortie : France - 7 juillet 1971

## Distribution
- Anna Gaël : Nana
- Gillian Hills : Tina
- Lars Lunøe
- Gérard Berner
- Keve Hjelm